# Championnats de France de cyclisme
Les championnats de France de cyclisme se disputent chaque année et donnent lieu à une remise du maillot bleu-blanc-rouge au vainqueur pour une durée d'un an.
Il existe cinq principaux championnats de cyclisme en France. 
Tous les grands coureurs français de cyclisme ont gagné ce maillot. C'est le cas de Bernard Hinault, Julien Absalon, Florian Rousseau, Jeannie Longo, Félicia Ballanger ou Anne-Caroline Chausson.

## Championnats sur route

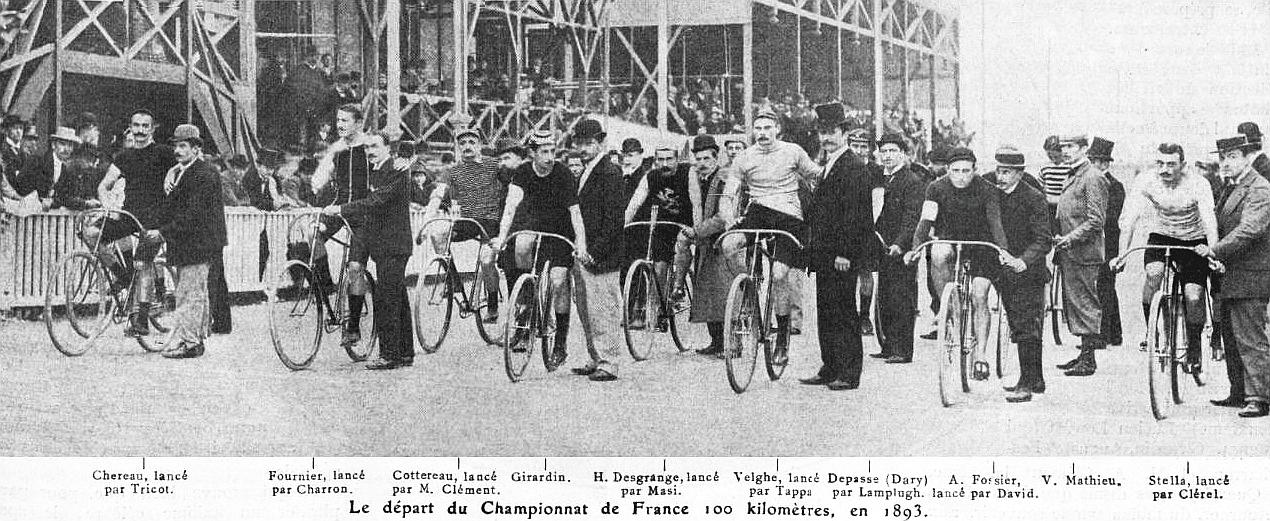
Départ du championnat de France des 100 kilomètres, en 1893 (Desgrange au centre, 6e, présence également de Fournier, Velghe et Cottereau).

Sa première édition date de 1907. On peut citer comme vainqueurs Octave Lapize, Louison Bobet, Raymond Poulidor, Laurent Fignon, Laurent Jalabert, Christophe Moreau ou Arnaud Démare chez les hommes et Jeannie Longo (31 titres) chez les femmes.

## Championnats sur piste
Chaque année, une vingtaine de titres sont mis en jeu.

## Championnats de cyclo-cross
Parmi les grands vainqueurs, on peut citer, Eugène Christophe, Roger Rondeaux et André Dufraisse avec sept titres chacun. Francis Mourey, neuf fois champion détient le record de titres. Chez les femmes, Laurence Leboucher et Maryline Salvetat se sont partagé les titres jusqu'en 2009.

## Championnats de VTT
Julien Absalon domine le cross-country entre 2003 et 2016, Anne-Caroline Chausson et Fabien Barel ont remporté de nombreux titres en descente.